# Соссюр, Никола де
Никола де Соссюр (фр. Nicolas de Saussure; 28 сентября 1709 — 26 октября 1791) — швейцарский агроном

, основатель научной династии де Соссюр.
Провёл практически всю жизнь на своей ферме недалеко от Женевы. Написал ряд книг о выращивании пшеницы и её заболеваниях. В конце жизни выступил с натурфилософским трактатом «Огонь, или Основание плодоносности растений и плодородия земли» (фр. «Le Feu, Principe de la fécondité des plantes et de la fertilité de la terre»; 1782).